# 電子メディアの近代史
「電子メディアの近代史」は、1996年10月発行の書籍。塚本芳和・和久井孝太郎・堀之内勝一監修。発行は株式会社ニューメディア。

## 概要
副題は「「井戸を掘った人々」の創造と挑戦の日々」。「日本の電子メディアはどのように創られてきたか」をテーマに、インタビューを元にその歴史をまとめたもの。出版の企画は1991年から始まり、当初は放送分野に限定し20名前後を予定していたが、その後、通信・コンピュータまでカバーすることになり、インタビューした相手は総勢80名となった。
巻末の監修者略歴によれば出版時の役職は、塚本芳和が電通顧問、エレクトロニック・ライブラリー代表取締役社長、和久井孝太郎が電通顧問、堀之内勝一が電通能力開発センター主幹である。監修者座談会によれば、インタビュアは技術者出身の和久井孝太郎で、堀之内勝一がすべてに立ち会うという形をとっていたそうである。
なお冒頭の「はじめに」では、月刊『ニューメディア』発行人・天野昭、編集者・桐山佳代子、写真家・神取知華子に謝辞が述べられている。

### 第1章　放送・通信・コンピュータの歩み [塚本芳和]
1. 日本の戦後はラジオから
2. 高度経済成長期を背景に急成長したテレビ
3. 衛星時代とメディアの多様化
4. 通信の自由化とコンピュータ産業の発展
5. グローバル化とマルチメディア化
6. 現状と今後の行方

### 第2章　放送事業総論
- 網島毅：戦後電波行政のレールを敷いた男
- 塩野宏：放送法制度研究の第一人者
- 川口幹夫：ハイビジョンの名付け親
- 中川順：テレビ東京「中興の祖」
- 志賀信夫：日本に放送批評を確立
- 木暮剛平：「広告の鬼」吉田秀雄の愛弟子

### 第3章　放送経営
- 島桂次：NHKの報道を確立した男
- 北川信：民放生え抜きの大プロデューサー
- 磯崎洋三：民放の雄「TBS」の名編成マン
- 日枝久：テレビを楽しくした張本人
- 佐伯晋：朝日新聞系の電波メディアの先導師
- 齋藤守慶：関西が生んだ優れた民放経営者
- 髙橋一夫：民放ラジオ局を創った男
- 後藤亘：民放FMを開花させた男
- 徳田修造：日本初の衛星ペイテレビを創造した男

### 第4章　電波行政・技術開発
- 藤木栄：放送発展期の「電波監理局長」
- 石川晃夫：放送発展期の「電波監理局長」
- 野村達治：誇るべきNHKの放送技術者
- 高橋良：誇るべきNHKの放送技術者
- 吉田稔：誇るべき民放の放送技術者
- 河内山重高：ローカル民放局の独創的技術・経営者
- 澤崎憲一：「日本のVTR」を創った男
- 森園正彦：ソニーの放送機器を世界に広めた男
- 水野博之：「家電の松下」の技術リーダー
- 廣田昭：歴史的名機「VHS」を開発・普及
- 松本誠也：「音」と「映像」のフロンティア
- 林宏三：カラーテレビ向上に貢献

### 第5章　番組ソフト・広告
- 高橋圭三：アナウンサーの中のアナウンサー
- 黒柳徹子：テレビメディアの「不死鳥」
- 吉田直哉：「スペシャル番組」の開拓者
- 阿木翁助：ラジオ・テレビの大作家
- 澤田隆治：お笑い番組大国・ニッポンの魁
- 植村伴次郎：テレビ映画の開拓者
- 大橋雄吉：ミスター・ビデオレンタル
- 梅垣哲郎：電通の黄金期を築いた仕事師
- 大前正臣：日本のテレビ広告を創った男たち
- 尾張幸也：日本のテレビ広告を創った男たち
- 川端嘉幸：日本のテレビ広告を創った男たち
- 山川浩二：テレビCMのヒットメーカー

### 第6章　イベント／スポーツ
- 豊田年郎：博覧会の大プロデューサー
- 入江雄三：スポーツ・ビジネスの開拓者

### 第8章　通信・コンピュータ行政
- 赤澤璋一：航空機・コンピュータ産業育成に貢献
- 平松守彦：日本のコンピュータを育てた男
- 下河辺淳：国土計画のグランドデザイナー
- 曽山克巳：データ通信自由化を陣頭指揮
- 守住有信：「テレコム３局」をつくった男
- 江川晃正：電気通信事業の近代化を促進

### 第9章　通信・コンピュータ事業
- 真藤恒：電電公社最後の総裁・NTT初代社長
- 山口開生：日本のテレコム事業のトップリーダー
- 小林宏治：「C&C」構想を世界に広めた男
- 三田勝茂：「日立のコンピュータ事業」を確立
- 山本卓眞：日の丸コンピュータ産業の指揮官
- 椎名武雄：日本IBMを創った男

### 第10章　理論・技術
- 西澤潤一：「光通信」開発の父
- 猪瀬博：「情報技術」の思想家
- 菊池誠：日本のトランジスタ生みの親
- 大島信太郎：国際電気通信の泰斗
- 尾関雅則：「みどりの窓口」を成功させた男
- 唐津一：「モノづくり」の伝道師
- 白根禮吉：元祖ニューメディア

### 第11章　ニュービジネス
- 皆川廣宗：スーパーバードのリーダー
- 中山嘉英：JCSATのリーダー
- 稲盛和夫：京セラから第二電電へ
- 江副浩正：天才メディアプロデューサー
- 山内溥：「任天堂」を世界の「Nintendo」にした男
- 西和彦：ビル・ゲイツと競い合った男
- 北島義俊：印刷産業のトップリーダー
- 鈴木和夫：印刷産業のトップリーダー
- 大竹猛雄：元祖・日本のTSS
- 石黒公：日本型CATV事業の推進者たち
- 佐藤浩市：日本型CATV事業の推進者たち
- 中村安雄：日本型CATV事業の推進者たち
- 塚本芳和：日本型CATV事業の推進者たち
- 岡田智雄：パソコン通信ビジネスを確立
- 新山迪雄：新聞・雑誌の電子図書館を構築
- 松平恒：「明日のCATV」に賭けた男
- 坂尾彰：世界初のマルチメディアCATVを創造
- 佐野匡男：世界初双方向CATV実験者
- 神戸芳郎：専門多チャンネルTVの開拓者

### 第12章　21世紀へ向けて
- 成田豊：一人ひとりが何か一つの創造を成し遂げていける日本に

### 第14章　監修者座談会
- 塚本芳和・和久井孝太郎・堀之内勝一：ロマンに賭けた男たちの歴史